# برنامه فضایی وسخود

وسخود ۱ و وسخود ۲

وسخود (به روسی: Восхо́д) (به معنای طلوع) دومین پروژه از سری پروژه‌های فضانوردی برنامه فضایی شوروی بود که اعزام دو فضانورد همزمان و نخستین راهپیمایی فضایی از دستاوردهای بزرگ آن محسوب می‌شود.

پروژه وسخود بر مبنای مشخصات پروژه وستوک و در ابتدا برای آزمایش تخصصی و کامل تأثیر بی وزنی بر عملکرد بدن انسان توسعه داده شده بود. شوروی در طی این پروژه توانست گوی سبقت را از پروژه جمینای آمریکا برباید و دو فضانورد را همزمان در مدار قرار دهد.

فضاپیماهای وسخود شباهت بسیاری به فضاپیماهای وستوک داشت؛ با این تفاوت که نوعی سیستم سوخت جامد بر روی ماژول فرود آن اضافه شده و وزن آن را بیشتر کرده بود. همین مسئله موجب طراحی موشک پرتاب مخصوصی برای این پروژه شد. همچنین فضاپیمای وسخود فاقد سیستم فراری اضطراری در هنگام پرتاب بود. در ضمن بر خلاف فضاپیماهای وستوک، ماژول فرود فضاپیمای وسخود خودش مجهز به چتر نجات بود و فضانوردان مجبور نبودند از فضاپیما بیرون پریده و از چتر نجات جداگانه ای برای فرود استفاده کنند.

در مجموع ۵ فضاپیمای وسخود در طول این پروژه به فضا پرتاب شد که ۲ عدد از آن‌ها سرنشین دار بود. مأموریت‌های بدون سرنشین شامل کاسموس ۴۷، کاسموس ۵۷ و کاسموس ۱۱۰ حامل دو سگ در مأموریتی ۲۲ روزه بوده و وسخود ۱ و وسخود ۲ نیز مأموریت‌های سرنشین دار محسوب می‌شوند. همچنین مأموریت‌های وسخود ۳ تا ۶ نیز لغو شده و هیچ‌گاه پرتاب نشدند. در نهایت پروژه وسخود با برنامه فضایی سایوز جایگزین شد.